# Erythrolamprus ceii
Erythrolamprus ceii — вид змій родини полозових (Colubridae). Мешкає в Південній Америці.

## Поширення і екологія
Erythrolamprus ceii мешкають на півдні Болівії та на північному заході Аргентини. Вони живуть на луках і в лісах Південноандійської юнги.